# شبكة كونيكتد إيرث
شبكة كونيكتد إيرث (بالإنجليزية: Connected Earth)‏ هي شبكة بريطانية من المنظمات، وبالأخص المتاحف، التي تحفظ تاريخ الاتصالات السلكية واللاسلكية في المملكة المتحدة. انتشرت المقتنيات التاريخية بشكل طبيعى بين شركاء شبكة كونيكتد إيرث والمؤسسات الأخرى، وتم تجميعها معًا مرة أخرى لعرضها عبر الإنترنت من خلال معارض افتراضية وكتالوجات قابلة للبحث ومصادر تعليمية على موقعها الإلكترونى.

## الخلفية
لقد تم تأسيس شبكة كونيكتد إيرث من قبل شركة الاتصالات البريطانية (BT) في عام 2001 وتم تطويرها من أحد الحلول الخاصة بالشركة لإعفائها بشكل مسؤول من التزاماتها عن تراث الاتصالات السلكية واللاسلكية في المملكة المتحدة. ومن خلال العمل مع شركائها المحترمين من المؤسسات، وكذلك من خلال تبني تكنولوجيا وسائل الاتصالات الحديثة، تعمل هذه الشبكة على حفظ تراث وسائل الاتصالات السلكية واللاسلكية البريطانى للأجيال القادمة وإتاحته بشكل أكبر.

## الشركاء
شركاء شبكة كونيكتد إيرث هم متحف ومركز أمبيرلي للتراث (Amberley Museum and Heritage Centre) ومتحف أفون كروفت للمبانى التاريخية (Avoncroft Museum of Historic Buildings)، وأرشيف شركة الاتصالات البريطانية (BT Archives) ومحطة جون هيللى الأرضية للأقمار الصناعية (Goonhilly Satellite Earth Station) ومتحف ملتون كينيز (Milton Keynes Museum) ومتحف لندن (Museum of London) ومتحف العلوم والصناعة في مانشستر (Industry Manchester (MoSI)) ومتحف بورثكورنو للبرق (Porthcurno Telegraph Museum) والمتحف الوطنى الإسكتلندي (National Museums of Scotland) ومتحف العلوم ومعهد فنيي الاتصالات السلكية واللاسلكية (Institute of Telecommunications Professionals).
ويركز كل شريك على مجال مختلف من مجالات تاريخ الاتصالات السلكية واللاسلكية. ويستضيف خمسة شركاء، وهم أمبيرلي وأفونكروفت وجونهيللى ومتحف العلوم والصناعة في مانشستر والمتحف الوطنى الإسكتلندي، صالات عرض خاصة بشبكة كونكتيد إيرث في حين يدمج بعض الشركاء الآخرين مقتنيات كونكتيد إيرث مع صالات العرض القائمة الخاصة بهم.

## التجميع
يقوم شركاء كونكتيد إيرث معًا بسرد تاريخ الاتصالات السلكية واللاسلكية في المملكة المتحدة من المملكة المتحدة إلى ما وراء البحار. ومن خلال شبكة كونكتيد إيرث، يتم الحفاظ على مجموعة متنوعة من المقتنيات مثل التلغراف الطباعي الذي اخترعه هيوز ومنضدة الفونوغراف وملف موالفة من محطة رغبي الإذاعية وأكشاك الهواتف وأول كابل تلغراف عبر الأطلسى؛ حيث يتم عرض كل هذه المقتنيات للجميع.
استمر الشركاء في جمع مقتنيات وسائل الاتصال المعاصرة، وعملوا مع المنظمات الأخرى حتى يضمنوا الحفاظ على تاريخ الاتصالات.
ومن خلال جمهور متحف كونكتيد إيرث، يقوم الشركاء أيضًا بتجميع القصص والذكريات من عموم الجمهور ومن الأفراد الذين يعملون في هذا المجال.

## وصلات خارجية
- الموقع الإلكتروني لشبكة Connected Earth
- People's Connected Earth